# Chanda Gunn
Chanda Leigh Gunn (* 27. Januar 1980 in Huntington Beach, Kalifornien) ist eine ehemalige US-amerikanische Eishockeytorhüterin. Gunn war von 2004 bis 2009 Mitglied der Frauen-Eishockeynationalmannschaft der Vereinigten Staaten und gewann mit dieser bei den Olympischen Winterspielen 2006 in Turin die Bronzemedaille.

## Karriere
Gunn leidet seit ihrem neunten Lebensjahr an Epilepsie. Nach ihrer Highschool-Zeit an der Taft School begann Gunn zum Schuljahr 1999/00 ein Studium an der University of Wisconsin–Madison. Neben ihrem Studium spielte die Torfrau an der Universität für das Universitätsteam, die Wisconsin Badgers, in der Western Collegiate Hockey Association (WCHA). Schon zur Mitte des ersten Semesters und nach 7 Spielen für die Badgers musste Gunn ihr Studium aufgrund ihrer Krankheit abbrechen. Zum folgenden Schuljahr schrieb sie sich an der Northeastern University ein und spielte in den folgenden vier Jahren für die Northeastern Huskies, das Eishockeyteam der Universität, in der Hockey East. Während ihrer Zeit an der Universität wurde sie dreimal für den Patty Kazmaier Memorial Award nominiert und wurde 2004 mit dem NCAA Sportsmanship Award sowie dem Hockey Humanitarian Award ausgezeichnet.
Nach Abschluss ihres Studiums spielte sie mit der US-amerikanischen Nationalmannschaft bei der Weltmeisterschaft 2004 – im Gespann mit Pam Dreyer – und gewann die Silbermedaille. Zudem wies sie den geringsten Gegentorschnitt aller Torhüterinnen im Turnier auf. Ein Jahr später wurde sie erstmals in ihrer Karriere Weltmeisterin, lief in fünf Spielen auf und hatte statistisch hervorragende Werte. Am Turnierende wurde sie zudem als beste Torhüterin des Turniers ausgezeichnet. Mit dem US-amerikanischen Eishockeyverband USA Hockey bereitete sich die Gunn gezielt auf die Olympischen Winterspiele 2006 vor, bei denen sie die Bronzemedaille gewann.
Eine weitere Silbermedaille ließ sie bei den Welttitelkämpfen 2007 folgen. Bis 2009 gehörte sie dem erweiterten Kader der Nationalmannschaft an. Im Vorfeld der Olympischen Winterspiele 2010 wurde sie nicht für den US-amerikanischen Kader nominiert und beendete ihre Karriere. Heute arbeitet sie als Director für das Epilepsy Foundation New England.

## Erfolge und Auszeichnungen
| - 2002 Nominierung für den Patty Kazmaier Memorial Award (Top-10) - 2003 Nominierung für den Patty Kazmaier Memorial Award (Top-10) - 2004 Hockey East Three Stars Award - 2004 Hockey East Spieler des Jahres - 2004 Nominierung für den Patty Kazmaier Memorial Award (Top-3) - 2004 First-Team All-American - 2004 NCAA Sportsmanship Award - 2004 Hockey Humanitarian Award | - 2004 Silbermedaille bei der Weltmeisterschaft - 2004 Geringster Gegentorschnitt der Weltmeisterschaft - 2005 Goldmedaille bei der Weltmeisterschaft - 2005 Beste Torhüterin der Weltmeisterschaft - 2006 Bronzemedaille bei den Olympischen Winterspielen - 2007 Silbermedaille bei der Weltmeisterschaft |

## Karrierestatistik
(Legende zur Torhüterstatistik: GP oder Sp = Spiele insgesamt; W oder S = Siege; L oder N = Niederlagen; T oder U oder OT = Unentschieden oder Overtime- bzw. Shootout-Niederlage; Min. = Minuten; SOG oder SaT = Schüsse aufs Tor; GA oder GT = Gegentore; SO = Shutouts; GAA oder GTS = Gegentorschnitt; Sv% oder SVS% = Fangquote; EN = Empty Net Goal; 1 Play-downs/Relegation; Kursiv: Statistik nicht vollständig)